# Ditula saturana
Ditula saturana is een vlinder uit de familie bladrollers (Tortricidae). De wetenschappelijke naam is voor het eerst geldig gepubliceerd in 1913 door Turati.
De soort komt voor in Europa.